# 시티 바이 더 씨
《시티 바이 더 씨》(영어: City By The Sea)는 미국에서 제작된 마이클 케이턴존스 감독의 2002년 범죄 드라마 영화이다. 로버트 드니로, 프랜시스 맥도먼드 등이 출연하였고, 브래드 그레이 등이 제작에 참여하였다.

## 출연
- 로버트 드니로
- 프랜시스 맥도먼드
- 제임스 프랭코
- 일라이자 두슈쿠
- 윌리엄 포사이스
- 조지 전자
- 패티 루폰
- 앤슨 마운트
- 존 도먼
- 드리나 드니로
- 네스터 서라노

## 기타 제작진
- 공동 제작: 로라 비더먼
- 배역: 어맨다 매키 존슨, 캐시 샌드리치
- 미술: 제인 머스키
- 의상: 리처드 오잉스